# Sacrosanctum Concilium
Sacrosanctum Concilium is de constitutie over de heilige Liturgie van het Tweede Vaticaans Concilie van de Katholieke Kerk. De constitutie is het eerste conciliedocument, en het kon het eerste zijn omdat belangrijk voorwerk al was verricht door de Liturgische Beweging. De constitutie is gedateerd op 4 december 1963.

## Overzicht

#### Het wezen van de liturgie
De constitutie schetst de liturgie als een centraal gebeuren in de Kerk, waarin en waardoor in zichtbare rituelen God en mens elkaar ontmoeten in en door de persoon van Christus. Christus staat centraal. De constitutie zegt daarover: ‘Het werk van het heil, door God voorbereid, wordt door Christus en zijn daden voltrokken, wordt in de Kerk in stand gehouden en in haar liturgie verwezenlijkt door de aanwezigheid van Christus zelf in de liturgie, hetgeen een voorproef is van de hemelse liturgie.’ Zijn heilzame leven wordt werkzame realiteit, maar de liturgie kan zich niet voltrekken buiten het geloof van de deelnemers om. Dit geloof moet gevoed worden, en daarom moet er meer aandacht komen voor Gods Woord, voor de H. Schrift.

#### Actieve deelname
De constitutie noemt de actieve deelname van de gelovigen een basisvoorwaarde voor de volle werkdadigheid van de liturgie. Deelname is een plicht en recht van iedere gelovige, die door zijn of haar doopsel tot het godsvolk behoort, dat een priesterlijk volk is. Liturgie is niet het werk van ambtsdragers alleen, maar van heel het godsvolk.
De constitutie tracht de actieve deelname te bereiken door betere liturgische vorming van de clerus, maar ook van de gelovigen. Verder moet de liturgie omzichtig vernieuwd worden: het gebruik van de Latijnse taal moet in de Latijnse ritussen bewaard blijven, terwijl een passende plaats dient gegeven te worden aan de landstaal, vooral bij de lezingen en de gemeenschappelijke voorbede en, naargelang van de plaatselijke omstandigheden, ook bij de gedeelten die het volk toekomen, bevordering van de gemeenschappelijke viering, rijker aanrichten van de tafel van het Woord, zo dat binnen een vastgesteld aantal jaren het belangrijkste deel van de Heilige Schrift aan het volk wordt voorgelezen, terugkeer naar de bronnen van christelijke liturgie en aanpassing van de liturgie aan de eigen aard van de volkeren, vooral in de missiegebieden, terwijl de substantiële eenheid van de Romeinse ritus moet behouden blijven en ervoor gewaakt moet worden dat er geen aanzienlijke verschillen van riten ontstaan tussen aangrenzende gebieden.

## Indeling van de constitutie
Inleiding (1-4)
I De algemene beginselen voor de vernieuwing en de bevordering van de heilige Liturgie (5-46)
1 Het wezen van de heilige Liturgie en haar betekenis in het leven van de Kerk (5-13)
2 De zorg voor de liturgische vormen en het actief deelnemen (14-20)
3 De vernieuwing van de heilige Liturgie (21-40)
4 Het bevorderen van het liturgisch leven in bisdom en parochie (41-42)
5 Het bevorderen van de pastoraal-liturgische activiteit (43-46)
II Het heilig mysterie van de Eucharistie (47-58)
III De overige sacramenten en de sacramentalia (59-82)
IV Het goddelijk officie (83-101)
V Het liturgisch jaar (102-111)
VI De kerkmuziek (112-121)
VII De kerkelijke kunst en de liturgische benodigdheden (122-130)
Aanhangsel (Verklaring van het Tweede Heilig Vaticaans Oecumenisch Concilie
over de herziening van de kalender)
Afsluiting (ondertekening)